# 皇異育鱂
皇異育鱂，為輻鰭魚綱鯉齒目鯉齒亞目谷鱂科的其中一種，為熱帶淡水魚，分布於中美洲墨西哥Los Reyes流域，體長可達7.5公分，棲息在流速緩慢且植被生長的溪流、沼澤，生活習性不明。

## 擴展閱讀
維基物種上的相關：皇異育鱂